# 熊坂出
熊坂 出（くまさか いずる、1975年3月17日 - ）は、埼玉県浦和市（現：さいたま市）出身の映画監督、脚本家、テレビドラマディレクター。埼玉県立蕨高等学校、立教大学文学部英米文学科卒業。

## 略歴
1998年、デジタルハリウッドおよび立教大学文学部英米文学科を卒業。
2004年、自主映画『珈琲とミルク』を監督し、2005年、第27回ぴあフィルムフェスティバルでクリエイティブ賞、企画賞、審査員特別賞の三冠受賞。 第2回SKIPシティ国際Dシネマ映画祭で短編部門グランプリを受賞。
2008年 - 第17回PFFスカラシップ作品『パーク アンド ラブホテル』が、第58回ベルリン国際映画祭で日本人で初めて同映画祭における主要賞の一つ、最優秀新人作品賞を受賞。第23回高崎映画祭で若手監督グランプリを受賞。
2012年 、自主映画 『リルウの冒険』が、第6回シネマ・デジタル・ソウル映画祭にて日本人で初めてグランプリ、国際批評家賞をダブル受賞。韓国で多大な影響力を持つ映画評論家チョン・ソンイル（정성일）は、同映画を「この5年で最も面白かった邦画ベスト5に入る」と評した。
2017年 、映画 『茅ヶ崎物語』を監督。サザンオールスターズの名付け親として知られる音楽評論家の宮治淳一と文化人類学者の中沢新一が茅ヶ崎の謎をそれぞれの観点から二軸で紐解いてゆく内容で、桑田佳祐還暦祝いとして作られたプライベート作品だったが、映画を観た桑田本人の強い要望があり一般公開する運びとなった。
その後はテレビドラマを主に制作しており、2018年、フジテレビ連続テレビドラマ『きみはペット』で第34回ATP賞テレビグランプリのドラマ部門で奨励賞を受賞。2022年、MBSの連続テレビドラマ『liar』は、1話のTVerなどでの再生回数が深夜ドラマでは異例の180万再生を記録、MBS番組歴代１位となった。

## 人物
ベルリン国際映画祭最優秀新人作品賞受賞後の会見では、『もっと素晴らしい作品を作って、またベルリンに戻ってきたい』と述べた。

## 作品

### 長編映画
- パーク アンド ラブホテル（2008年）
- リルウの冒険（2012年）
- 人狼ゲーム（2013年）
- 人狼ゲーム　ビーストサイド（2014年）
- 双生（公開未定）
- 茅ヶ崎物語 〜MY LITTLE HOMETOWN〜（2017年）
- プリテンダーズ（2021年）
- 恋い焦れ歌え（2022年）

### 短編映画
- 珈琲とミルク（2005年）
- じかんのじかん（2009年）
- 不審者（2016年）

### テレビ作品
- わたしが子どもだったころ
  - ジュブナイル脚本家 大石静（2007年、NHK-BS）
  - 写真家 荒木経惟（2008年、NHK-Hi）
  - メディアアーティスト 岩井俊雄（2008年、NHK-Hi）
  - スペシャル　指揮者 小澤征爾（2010年、NHK）
- うたの家～歌人・河野裕子とその家族（2012年、NHK-BS）
- 小暮写眞館（2013年、NHK-BS）
- ハクバノ王子サマ 純愛適齢期（2013年、読売テレビ）
- 玉川区役所 OF THE DEAD（2014年、テレビ東京）
- カサネ（2015年、テレビ東京）
- Crossroad 石橋凌（2015年、テレビ東京）
- いつかティファニーで朝食をSeason2（2016年、日本テレビ）
- ゴー!ゴー!キッチン戦隊クックルン特別編マンゴーエージェンシー（2016年、NHK Eテレ）
- 地球タクシー　ロンドンを走る（2017年、NHK BS1）
- わにとかげぎす（2017年、TBS）
- オモヒデ座（2018年、NHK BSプレミアム）
- 地球タクシー　香港を走る（2018年、NHK BS1）
- 僕はどこから（2020年、テレビ東京）
- エ・キ・ス・ト・ラ!!!（2020年、関西テレビ）
- おじさんはカワイイものがお好き。（2020年、読売テレビ）
- カラフラブル〜ジェンダーレス男子に愛されています。〜（2021年、読売テレビ）
- liar（2022年、毎日放送）
- 差出人は、誰ですか?（2022年、TBS）
- 俺の美女化が止まらない!?（2023年、テレビ東京）
- おとなりに銀河（2023年、NHK）
- 湯遊ワンダーランド（2023年、テレビ大阪）
- BLドラマの主演になりました クランクイン編（2024年、テレビ朝日）
- これから配信はじめます（2024年、テレビ東京）
- さっちゃん、僕は。（2024年、TBS）
- 顔に泥を塗る（2024年、テレビ朝日）
- 三人夫婦（2025年、TBS）
- ひとりでしにたい（2025年、NHK）

### WEB配信ドラマ
- きみはペット（2017年、FOD）
- ハピゴラ！（2018年、GYAO!）
- 僕はまだ君を愛さないことができる（2019年、FOD）
- ブルーバースデー（2023年、dTV）
- BLドラマの主演になりました（2023年、TELASA）
- 続・BLドラマの主演になりました（2025年、TELASA）

### SNS連続ドラマ
- 三重人格と魔法使い（2020年、instagram／twitter）

### CM作品
- CM「しましまフレンズかくれんぼ」篇（2010年、ベネッセ）
- CM「しましまフレンズけんか」篇（2010年、ベネッセ）

### その他
- トリック（2003年、テレビ朝日、エンディング）
- NICO Touches the Walls　かけら -総べての想いたちへ-（2009年）
- こどもちゃれんじ　ほっぷ（2010年4・5・7・8・11・12月号）
- こどもちゃれんじ　じゃんぷ（2010年5月号）
- こどもちゃれんじ　ぽけっと　つくって　ならそう　おとあそびセット」で一緒に遊ぼう！（2012年4月号）
- 乃木坂46 岩瀬佑美子 「岩瀬佑美子×熊坂 出」岩瀬佑美子は、人を感動させられるか？（2012年）
- 乃木坂46 星野みなみ 「星野みなみ×熊坂 出」33人ぶらり旅（2012年）
- SKE48「この日のチャイムを忘れない」CD+DVD仕様付属「63人それぞれの想い ～Short music video of 63 members～」チームS出口陽「遠くにいても」 （2012年）
- 乃木坂46 生駒里奈 「生駒里奈×熊坂 出」生駒里奈、踊る（2013年）
- 乃木坂46「乃木坂の４人」（2014年）
- 乃木坂46 橋本奈々未 「橋本奈々未×熊坂 出」橋本奈々未は３時間でジャッキーチェンになれるか？（2014年）
- 乃木坂46 生駒里奈&井上小百合 「生駒里奈&井上小百合×熊坂 出」踊るバカ、神様の嫉妬（2015年）
- 熊谷ヤスマサ「chill out」（2015年）
- 乃木坂46 伊藤万理華 「GO,GO!イサキちゃん！第１話」（2015年）
- 陳蕾 （チェン・レイ） 「倒立」（2016年）
- 乃木坂46 「ドキュメンタリー〜サヨナラの意味〜」（2016年）
- 乃木坂46 朗読劇「したいとか、したくないとかの話じゃない」（2023年）

## 関連文献
- “【ベルリン国際映画祭】熊坂出、デビュー作で日本人初の最優秀新人作品賞受賞！”.   シネマカフェ (2008年2月18日). 2012年3月10日閲覧。
- “熊坂出監督「リルウの冒険」”.   産経新聞 (2014年8月29日). 2017年8月10日閲覧。
- “土屋太鳳主演作、前作の"エンジン"は「こんなことで金儲け」の嫌悪感”.   マイナビニュース (2014年8月30日). 2016年6月12日閲覧。
- “「茅ヶ崎物語」神木隆之介＆野村周平、桑田佳祐らの学生時代描くドラマパートに出演”.   映画ナタリー (2017年6月26日). 2019年11月10日閲覧。
- “桑田熱唱・感涙のラストを見逃すな！ 映画『茅ヶ崎物語 ～MY LITTLE HOMETOWN～』が全国で上映スタート”.   エンタメ特化型情報メディアスパイス (2017年9月16日). 2019年11月10日閲覧。
- “熊坂出監督作「茅ヶ崎物語」桑田佳祐の全国ツアーとの“帯同上映”が決定！”.   映画コム (2017年10月4日). 2019年11月10日閲覧。
- “志尊淳　＃TODOKE SNSドラマって何？あらすじや評判は？”.   マガジンハックドットコム (2020年1月8日). 2022年4月10日閲覧。
- “眞島秀和、カワイイもの好きな“イケオジ”役でドラマ主演　「是非やらせてください！と思いました」”.   リアルサウンド映画部 (2020年6月26日). 2022年4月10日閲覧。
- “小野花梨がフィクションで世界を変えようとする少女に、「プリテンダーズ」10月公開”.   映画ナタリー編集部 (2021年8月10日). 2022年4月10日閲覧。
- “稲葉友、熊坂出監督作品『恋い焦れ歌え』で長編映画の初主演「丸裸になり自分のすべてを懸けて」”.   ORICON NEWS (2021年9月6日). 2022年1月18日閲覧。
- “小野花梨主演『プリテンダーズ』スペシャル予告公開　ブレイディみかこの絶賛コメントも”.   リアルサウンド映画部 (2021年10月14日). 2021年11月10日閲覧。
- “【語りたくなる一作】あなたは彼女たちの行動をどう見る？SNSで世直しを企む女子高生の物語”.   映画コム (2021年10月16日). 2021年12月10日閲覧。
- “ドラマ「liar」佐藤大樹、見上愛らがペンキまみれになるOP映像のメイキング公開”.   映画ナタリー (2022年2月21日). 2022年4月10日閲覧。
- “ドラマ「liar」１話のTVer等での見逃し配信の再生回数がMBS番組歴代１位となる１８０万回を突破！”.   dmenuニュース (2022年2月27日). 2022年4月24日閲覧。[リンク切れ]
- “「恋い焦れ歌え」コメント映像、稲葉友のラップシーンに遠藤健慎「力強くて大好き」”.   映画ナタリー (2022年4月20日). 2022年4月24日閲覧。
- “稲葉友がむき出しで飛び込んだ「恋い焦れ歌え」初日、満員の客席に「すごく幸せ」”.   映画ナタリー (2022年5月27日). 2022年5月31日時点のオリジナルよりアーカイブ。2022年6月21日閲覧。
- “JO1鶴房汐恩×松井愛莉「ブルーバースデー」10年後を描いた新作配信、ソフトの発売も”.   映画ナタリー (2023年3月29日). 2023年3月28日時点のオリジナルよりアーカイブ。2023年4月10日閲覧。
- “篠原涼子、朗読劇に初挑戦　２人の息子への読み聞かせ経験を糧に　２０日～舞台『したいとか、したくないとかの話じゃない』”.   サンケイスポーツ (2023年4月10日). 2023年4月10日時点のオリジナルよりアーカイブ。2023年4月10日閲覧。
- “早川聖来（乃木坂46）&ゆうたろうが夫婦役で初共演　朗読劇『したいとか、したくないとかの話じゃない』演出として熊坂出監督「劇中オリジナルドラマ」の上映が決定』”.   SPICE (2023年4月7日). 2023年4月17日閲覧。
- “まんきつのサウナ通い記「湯遊ワンダーランド」ドラマ化、ともさかりえが17年ぶり主演”.   コミックナタリー編集部 (2023年6月9日). 2023年6月19日閲覧。
- “「BLドラマの主演になりました」岩谷翔吾が出演、いきなり阿部顕嵐との距離が1mmに”.   コミックナタリー編集部 (2023年12月6日). 2023年12月9日閲覧。
- “「BLドラマの主演になりました」岩谷翔吾が出演、いきなり阿部顕嵐との距離が1mmに”.   マイナビニュース (2023年12月6日). 2024年1月12日閲覧。
- “「小野花梨、青天の霹靂だった日本アカデミー賞新人俳優賞。受賞の知らせも心当たりがなく「宛先間違えてますよ」”.   テレ朝POST (2024年2月20日). 2024年2月20日閲覧。
- “「松井愛莉、加藤史帆、小笠原海、堀家一希、池田鉄洋がライブ配信描くドラマで主演”.   映画ナタリー編集部 (2024年2月13日). 2024年3月2日閲覧。
- “「中山ひなの、石川恋、桜田通が木村慧人の主演ドラマ「さっちゃん、僕は。」に出演”.   映画ナタリー編集部 (2024年5月7日). 2024年7月2日閲覧。
- “メイクの力で人生逆転、高橋ひかる主演の恋愛ドラマ「顔に泥を塗る」7月スタート”.   映画ナタリー編集部 (2024年6月1日). 2024年7月30日閲覧。
- “「西垣匠、ドラマ「顔に泥を塗る」でモラハラ彼氏役「悲鳴を頂けるよう頑張りたい」”.   映画ナタリー編集部 (2024年6月29日). 2024年7月30日閲覧。
- “綾瀬はるか主演ドラマ「ひとりでしにたい」新キャストは佐野勇斗、國村隼、松坂慶子”ぴあニュース(2025年3月19日).2025年4月1日閲覧。
- “綾瀬はるか主演、カレー沢薫の終活コメディ「ひとりでしにたい」がドラマ化”映画ナタリー編集部(2025年2月20日).2025年6月29日閲覧。
- “浅香航大の主演ドラマ「三人夫婦」に朝倉あき・IMP.鈴木大河が出演、ともに夫婦を目指す”.   映画ナタリー編集部 (2025年3月1日). 2025年3月12日閲覧。
- “小津安二郎ら古典映画の巨匠たちの映像表現を未来へ──『三人夫婦』に隠されたオマージュの意味”.   TBS NEWS DIG (2025年4月1日). 2025年4月1日閲覧。
- “「三人夫婦」で新平役の鈴木大河(IMP.)。「自由に、大胆に」“超プレッシャー”を乗り越えて辿り着いた達成感”CREA WEB(2025年4月12日).2025年4月13日閲覧。
- “「続・BLドラマの主演になりました」阿部顕嵐が阿久津仁愛と行きたいのはハ・ワ・イ”映画ナタリー編集部(2025年6月18日).2025年7月1日閲覧。
- “阿部顕嵐×阿久津仁愛『続・BLドラマの主演になりました』第2話はサウナ回　場面写真も公開”リアルサウンド映画部(2025年6月20日).2025年7月1日閲覧。
- “佐野勇斗、後輩8人との共演への率直な思い。「ひとりで」し「たい」ことも”HOMINISホミニス(2025年6月26日).2025年7月1日閲覧。